# Freddy Schwienbacher
Freddy Schwienbacher (né le 3 août 1975, à Merano, dans la province de Bolzano, dans le Trentin-Haut-Adige) est un fondeur italien.

## Palmarès

### Jeux olympiques d'hiver
Il compte deux participations aux Jeux olympiques, en 2002 à Salt Lake City et en 2006 à Turin terminant à chaque fois cinquième en sprint disputé en style libre ces années là.

### Coupe du monde
- Meilleur classement final: 27e en 2002 et 2005.
- Une victoire et une deuxième place.

#### Victoire
- Coupe du monde 2004:
  - 1 victoire en sprint libre (Pragelato,  Italie)